# 블랙손

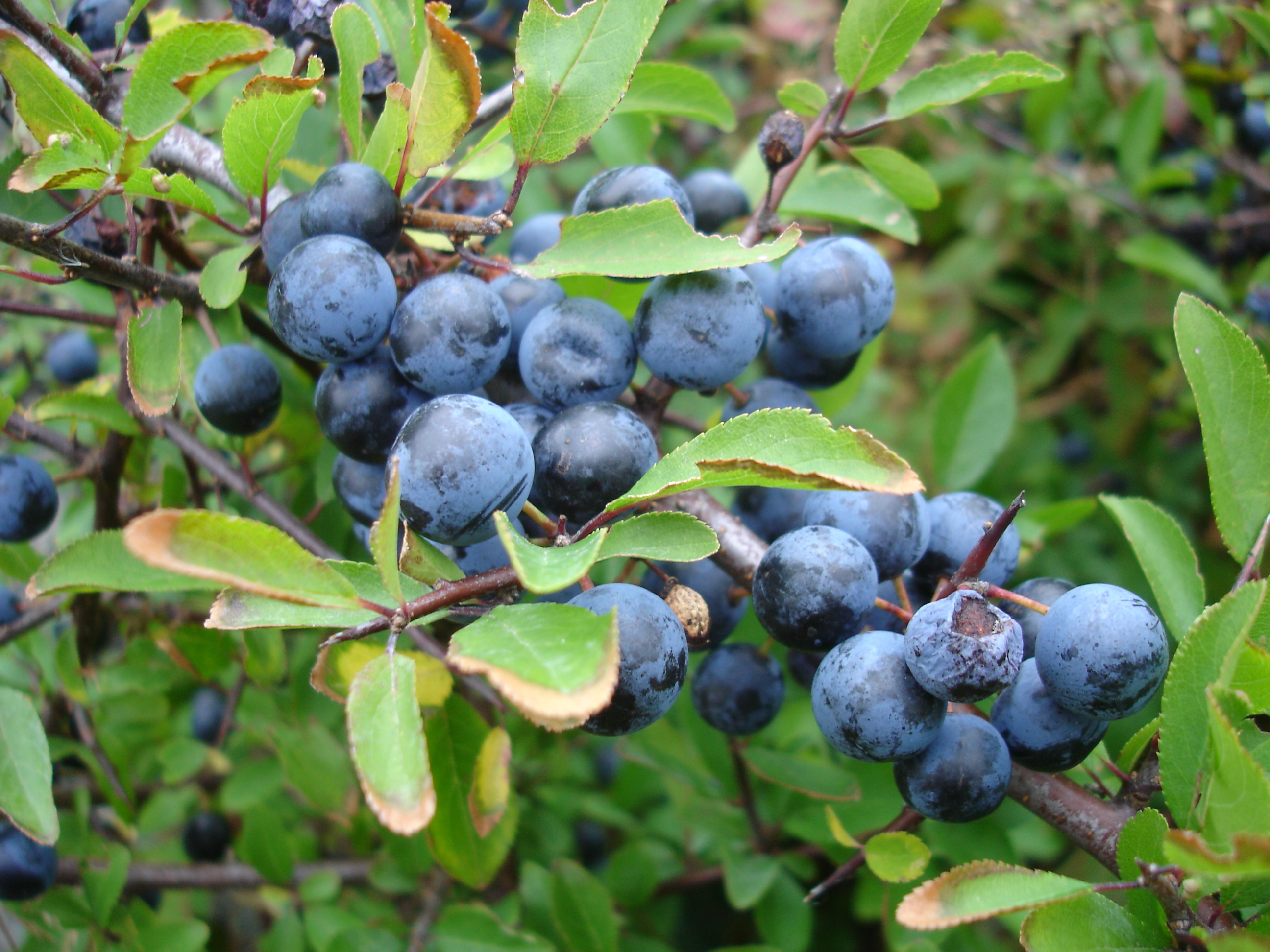
과실

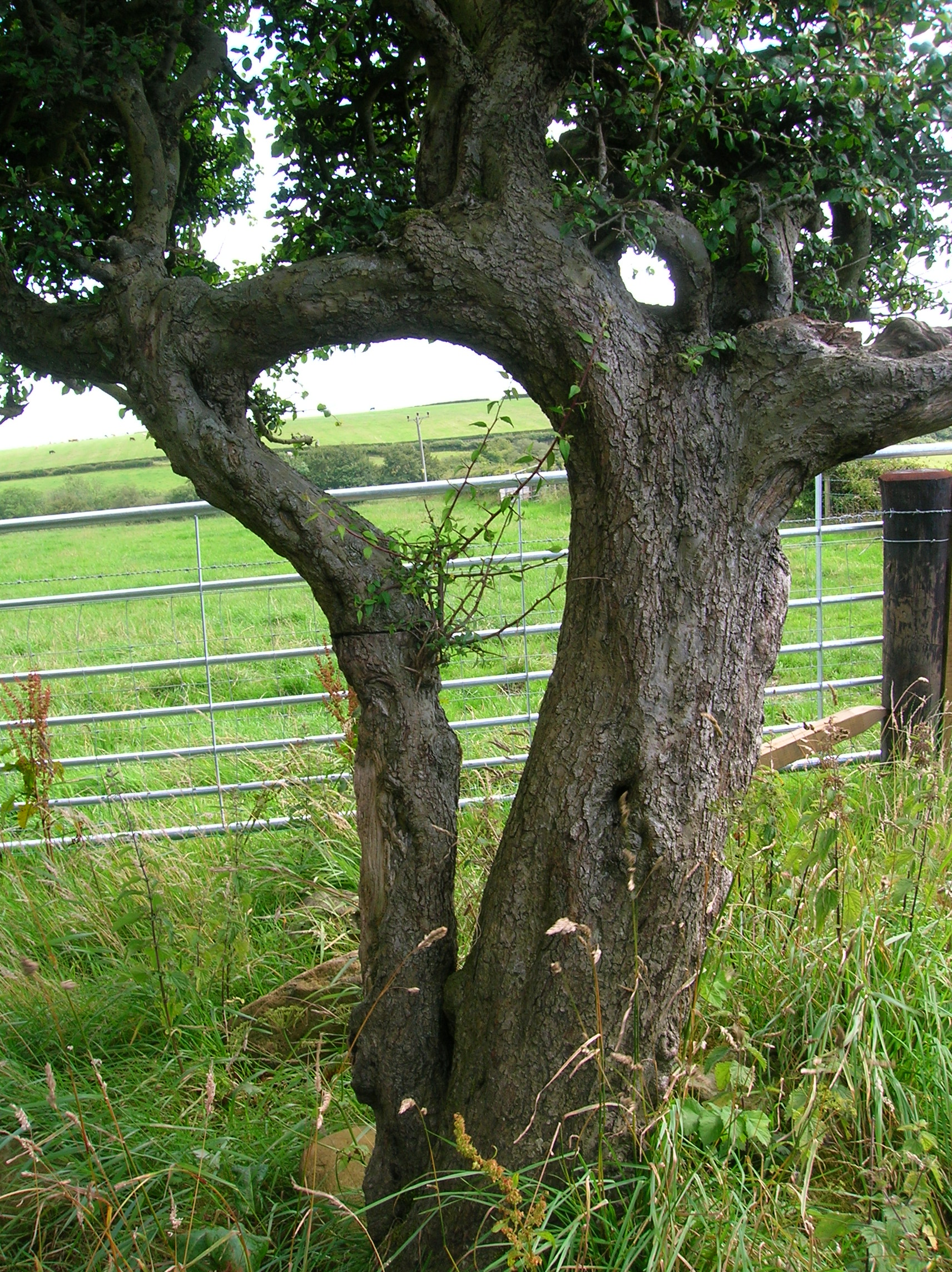
나무

블랙손(blackthorn), 가시자두(학명: Prunus spinosa, sloe)는 장미과에 속하는 속씨식물 종이다. 유럽, 아시아 서부에서 자생하며 아프리카 북서부에서 지역적으로 볼 수 있다. 뉴질랜드, 태즈마니아, 북아메리카 동부에서 귀화되었다.
5미터 높이까지 자라는, 가지가 있는 작은 나무이다. 잎은 타원형으로, 길이는 2~4.5 센티미터, 너비는 1.2~2센티미터이다. 꽃은 지름이 약 1.5센티미터로, 초봄에 잎이 나오기 직전에 생산된다. 열매는 슬로(sloe)라고 부르며 지름은 10~12밀리미터 핵과이며 적어도 영국에서는 10~11월 첫 서리 이후 가을에 익으면 수확하는 것이 보통이다.